# Anna Vorwerk

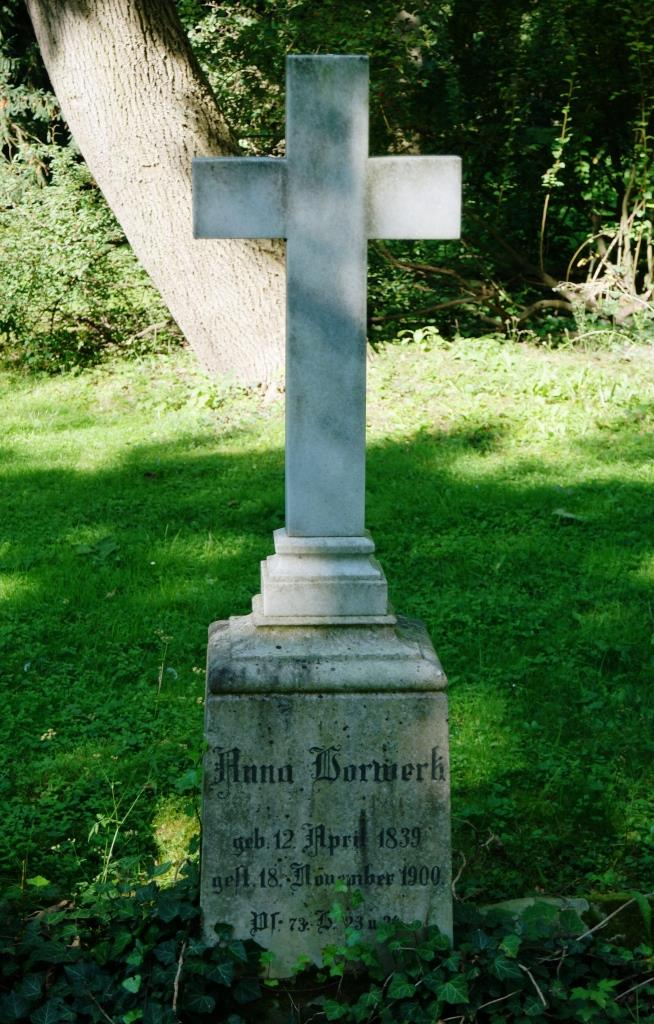
Grab von Anna Vorwerk auf dem Alten Friedhof in Wolfenbüttel

Anna Vorwerk (* 12. April 1839 in Königslutter; † 18. November 1900 in Wolfenbüttel) war eine deutsche Frauenrechtlerin, Pädagogin und Begründerin der Schlossschule in Wolfenbüttel.

## Leben und Wirken
Anna Vorwerk stammte aus einer angesehenen und wohlhabenden Bürgerfamilie. Ihr Vater wurde 1851 Obergerichtsrat am Obergericht des Landes in Wolfenbüttel. Sie hatte schon früh eine musikalische Begabung und war während ihrer Aufenthalte in Berlin und Hamburg unter anderem eine Schülerin von Johannes Brahms und Hans von Bülow. Bei der Ankunft der Vorwerks befand sich bereits eine sechsklassige Mädchenschule in der Stadt, die sie als Schülerin besuchte. Dies war in der Mitte des 19. Jahrhunderts keine Selbstverständlichkeit. Um das Jahr 1865/66 begegnete sie Henriette Breymann, die Vorträge über die Versuche und Ideen von Friedrich Fröbel hielt. Schließlich gründete sie am 2. Mai 1866 gemeinsam mit Breymann den „Verein für Erziehung“. Dieser eröffnete am 15. Mai einen Kindergarten im Schloss Wolfenbüttel und die Anna-Vorwerk Schule für Mädchen. Die Schule befand sich ebenfalls im Schloss, in dem sich seit 1970 das Gymnasium im Schloss befindet, welches längst für Mädchen und Jungen zugänglich ist und von rund 1500 Schülerinnen und Schülern besucht wird. 1870 gab es bereits drei Elementarklassen. Nach einem Zerwürfnis der beiden Pädagoginnen übernahm Vorwerk ab 1870 die Leitung der Schlossschule, die zudem ein Lehrerseminar erteilte. Sie erweiterte diese Mädchenschule stetig und so kamen im Jahr 1880 eine Gewerbeschule, 1884 die Bildungsanstalt für Handarbeits- und Turnlehrerinnen sowie 1890 eine Haushaltungsschule hinzu. Seit 1887 war sie die Herausgeberin der Blätter aus dem Schlosse. Zudem richtete Vorwerk im Jahr 1896 ein Feierabendhaus für pensionierte Lehrerinnen ein. Um die wissenschaftlichen Bildungsmöglichkeiten für Frauen zu verbessern, wurde durch ihre Bemühungen an der Universität Göttingen ein eigener Fortbildungskurs für Lehrerinnen eingerichtet. Im Herbst des Jahres 1900 erlag sie im Feierabendhaus einer schweren Krankheit. Sie gilt als eine wichtige Wegbereiterin der aufkommenden Frauenbewegung, die sich für eine bessere Ausbildung von Mädchen einsetzte.

## Schriften (Auswahl)
- Zur Oberlehrerinnenfrage: Ein Wort des Friedens. Wollermann, Wolfenbüttel 1888, (online).
- Fünfundzwanzig Jahre der Arbeit im alten Schlosse zu Wolfenbüttel. Ein Rückblick für die Freunde und Kinder des Hauses. In: Blätter aus dem Schlosse. Wolfenbüttel 1891, OCLC 247351576.
- Meine Erinnerungen an Johannes Brahms. In: Blätter aus dem Schlosse. Sommerblatt Nr. 40. Wolfenbüttel 1897; auch in: Schweizerische Lehrerinnen-Zeitung. 2. Jg. 1897–1898, Nr. 2 doi:10.5169/seals-309970.